# 4598 Корадіні
4598 Корадіні (4598 Coradini) — астероїд головного поясу, відкритий 15 серпня 1985 року.
Тіссеранів параметр щодо Юпітера — 3,222.